# Ocotea bofo
Ocotea bofo är en lagerväxtart som beskrevs av Carl Sigismund Kunth. Ocotea bofo ingår i släktet Ocotea och familjen lagerväxter. Inga underarter finns listade i Catalogue of Life.